# Ceratothoa gobii
Ceratothoa gobii là một loài chân đều trong họ Cymothoidae. Loài này được Schiödte & Meinert miêu tả khoa học năm 1883.